# Тюштя
Тюштя (ерз. Тюштя, Тюштян, мокш. Тюштень) — культурний герой ерзянської та мокшанської міфології, легендарний інязор (володар), засновник світської влади. Був сином бога Пурьгінепаза і земної дівчини-ерзянки Литови.

## Тюштя в ерзянській міфології
За ерзянськими переказами, коли бог Нішке створив землю і народ ерзю, ерзяни сильно помножились і серед них розпочалися суперечки за землю. Тоді з'явився Тюштя — орач-богатир. Рада семи ерзянських старійшин обирає його ерзянь-кирді («правителем ерзі»), або інязором (ерз.: інє — великий, азор — хазяїн). Часи правління Тюшті вважаються ерзянами їх Золотою добою («добою Тюшті»), тоді народжувались лише хлопчики. Тюштя справедливо поділив землі між людьми, чим припинив суперечки. За допомогою чарів і богатирської сили він зміг побороти ворогів свого народу.
Тюштя наділений волею, силою, здібностями, притаманними богам. Він може викликати грім і блискавку, зупиняти течію річок, не тоне у воді. Протягом місяця Тюштю тричі міняє свій вік: на молодик він парубок, коли місяць у повні — стає зрілим чоловіком, а на кінець місяця перетворюється на мудрого старого.
Часи Тюшті припадають на період експансії Володимирського князівства і Московського царства, коли ерзянам доводилось відстоювати свою незалежність.
Існує дві версії фінального розвитку подій. За однією з них, на старість Тюштя підноситься на небо, до своїх батьків, залишаючи ерзянському народу тораму, мідну трубу, яка має здатність віщати його волю і може допомогти людям у тяжкі часи. Інша версія, говорить, що під тиском росіян Тюштя перевів частину свого народу на захід від Оки.

## Мокшанський Тюштєнь
У мокшень кой, традиційній релігії мокшан, Тюштень — це образ священного царя на світовій горі. Він мешкає у срібних палатах на вершині гори, що на схід сонця, і носить золотий одяг. Його називають оцязор (мокш.: оцю — великий, азор — хазяїн) або каназор (від тюркського хан). Тюштєнь керує зборами народу, будує міста.
За мордовськими повір'ями, Тюштень або Тюштя (Тюштян) може наслати неврожай і стихійне лихо, а коли він знову виступить проти своїх ворогів, почнеться остання війна, яка погубить світ.